# RLP
Протокол радиоканала (англ. Radio Link Protocol) — это протокол автоматической фрагментации повторяющихся запросов (ARQ), используемый в беспроводных (обычно сотовых) радиоинтерфейсах. Большинство беспроводных радиоинтерефейсов обеспечивают 1 % потери пакетов, а для большинства вокодеров 1 % пакетов практически не влияет на качество передачи голоса. Однако, 1 % потери пакетов не приемлем для любых видов TCP, из-за чего требовалось повысить надежность голосовых сетей для передачи TCP/IP трафика.
RLP выявляет потерю пакетов и осуществляет повторную передачу, тем самым обеспечивая потерю пакетов в .01 % или даже .0001 %, что вполне пригодно для TCP/IP приложений. RLP также выполняет фрагментацию и сборку потока данных, а также иногда очередность отправки. Более новые версии RLP также поддерживают кадрирование и сжатие, в то время как старые версии RLP используют протокол PPP для предоставления этих функций.
При передаче по RLP невозможно запросить у радиоинтерфейса предоставить определенный размер пакета полезной нагрузки. Вместо этого, планировщик радиоинтерфейса определяет размер пакета, основываясь на постоянно меняющихся условиях передачи и количестве RLP запросов с выбранным размером пакета полезной нагрузки непосредственно перед отправкой. В большинстве протоколов фрагментации, таких как 802.11b и IP, размер полезной нагрузки определяется протоколами верхних уровней, после чего вызывается MAC для создания полезной нагрузки определенного размера. Эти протоколы не такие гибкие как RLP и иногда могут давать сбои при слабом сигнале в беспроводной среде.
Из-за того, что размер полезной нагрузки RLP не может быть меньше 11 байт, как и минимальный размер голосового пакета в протоколе CDMA IS-95, на котором он основан, заголовок RLP должен быть очень небольшим для уменьшения размера накладных расходов. Обычно это достигается путём использования места под порядковый номер, которое используется для указания номера переданного байта в потоке данных. В некоторых версиях RLP размер счетчика последовательности может достигать 6 бит. Существуют реализации протокола RLP с ACK и NAK сигналами. Большинство реализаций используют NAK-сигнал, то есть отправитель полагает, что передача проходит успешно, а принимающий отправляет NAK только если последний сегмент данных был принят в неправильном порядке. Такой подход сильно уменьшает объем передаваемых по обратной связи данных, передача по которой является неэффективной и имеет высокие задержки в сотовых сетях. В случае простоя передачи в NAK версии RLP последний отправленный сегмент данных должен быть отправлен повторно, что в случае потери этого фрагмента позволяет достичь вероятности потери пакетов в .01 %. Время повторной передачи обычно контролируется «таймером очистки», отмеряющим 200—500 миллисекунд после начала простоя канала передачи.
Концепция RLP протокола была изобретена Филиппом Карном в 1990 для CDMA (IS-95) сетей. В спецификации IEEE 802.20 января 2006 года используется одна из новейших версий RLP.
В сотовых сетях, таких как GSM и CDMA используются различные вариации RLP. В UMTS и LTE этот протокол называется RLC (Radio Link Control).